# Tanderup Sogn
Tanderup Sogn er et sogn i Middelfart Provsti (Fyens Stift).
I 1800-tallet var Tanderup Sogn et selvstændigt pastorat. Det hørte til Båg Herred i Odense Amt. Tanderup blev en selvstændig sognekommune. Den blev ved kommunalreformen i 1970 indlemmet i Ejby Kommune, som ved strukturreformen i 2007 indgik i Middelfart Kommune. 
I Tanderup Sogn ligger Tanderup Kirke.
I sognet findes følgende autoriserede stednavne:
- Bredning Huse (bebyggelse)
- Bækhuse (bebyggelse)
- Emtekær (bebyggelse, ejerlav)
- Emtekær Nor (vandareal)
- Hjorte (bebyggelse, ejerlav)
- Håre (bebyggelse, ejerlav)
- Håre Bjerge (areal)
- Nakke (bebyggelse, ejerlav)
- Rørmose (bebyggelse)
- Tanderup (bebyggelse)